# قره‌گنای وسطی
قره‌گنای وسطی یکی از روستاهای استان آذربایجان شرقی است که در دهستان چاراویماق شرقی بخش شادیان شهرستان چاراویماق واقع شده‌است. این روستا ۲۲۱ نفر جمعیت دارد. یک جانباز سرافراز آقای عمران زعفرانی